# Roy Paci

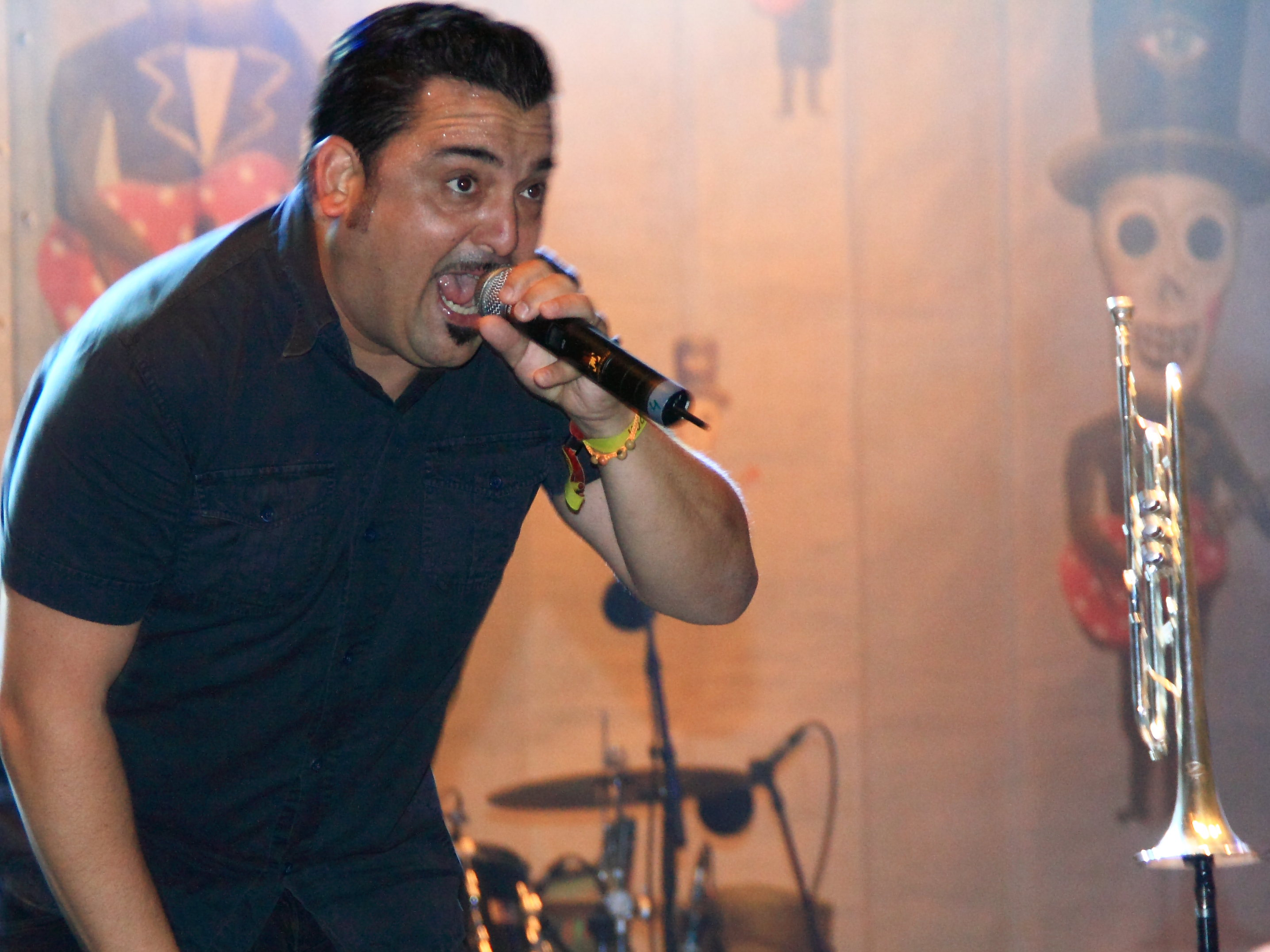
Roy Paci auf dem TFF Rudolstadt 2011

Roy Paci (* 16. September 1969 in Augusta auf Sizilien) (eigentlich Rosario Paci) ist ein italienischer Trompeter, Sänger, Komponist und Arrangeur.

## Leben und musikalisches Werk
Roy Paci lernte als Kind das Klavierspiel und begann im Alter von 10 Jahren mit dem Trompetenspiel. Bereits mit 13 Jahren spielte er traditionellen Jazz und trat in italienischen Jazzclubs auf.
1990 ging Paci nach Südamerika. Er bereiste Uruguay, Argentinien und Brasilien und spielte Cumbia und andere populäre Musik. Auf Abstechern zu den Kanarischen Inseln und in den Senegal ließ er sich weiter musikalisch beeinflussen. Auf diesen Reisen tourte Paci mit verschiedensten Musikern und wirkte bei einer Reihe von Projekten, Film- und Fernsehproduktionen und politischen Aktionen – wie Amnesty Internationals Kampagne gegen Gewalt gegen Frauen – mit.
Zurück in Italien spielte Paci mit verschiedenen Bands aus dem Bereich der alternativen Rockszene wie beispielsweise Persian Jones, Qbeta, Mau Mau, Banda Ionica und Zu. Die Liste dieser Zusammenarbeiten spiegelt die Bandbreite seiner musikalischen Einflüsse und Vorlieben von Punk und Ska bis hin zu Free Jazz und italienischen Trauermärschen.
1999 begegnete Roy Paci dem französischen Musiker Manu Chao. Erstmals ist er mit diesem auf Chaos viel gelobtem Album Próxima Estación: Esperanza zu hören. Paci nahm danach auch weiterhin mit Chao auf und tourte ausgiebig mit dessen Gruppe Radio Bemba Sound System. 2001 begann eine langanhaltende Zusammenarbeit mit der Amsterdamer Anarcho-Punk-Band The Ex und deren – aus bis zu 20 Improvisationsmusikern bestehendem – Ex Orkestra. Die Zusammenarbeit mit The Ex setzte er 2010 gemeinsam mit Wolter Wierbos, Mats Gustafsson und Ken Vandermark bei dem Projekt Brass Unbound fort.

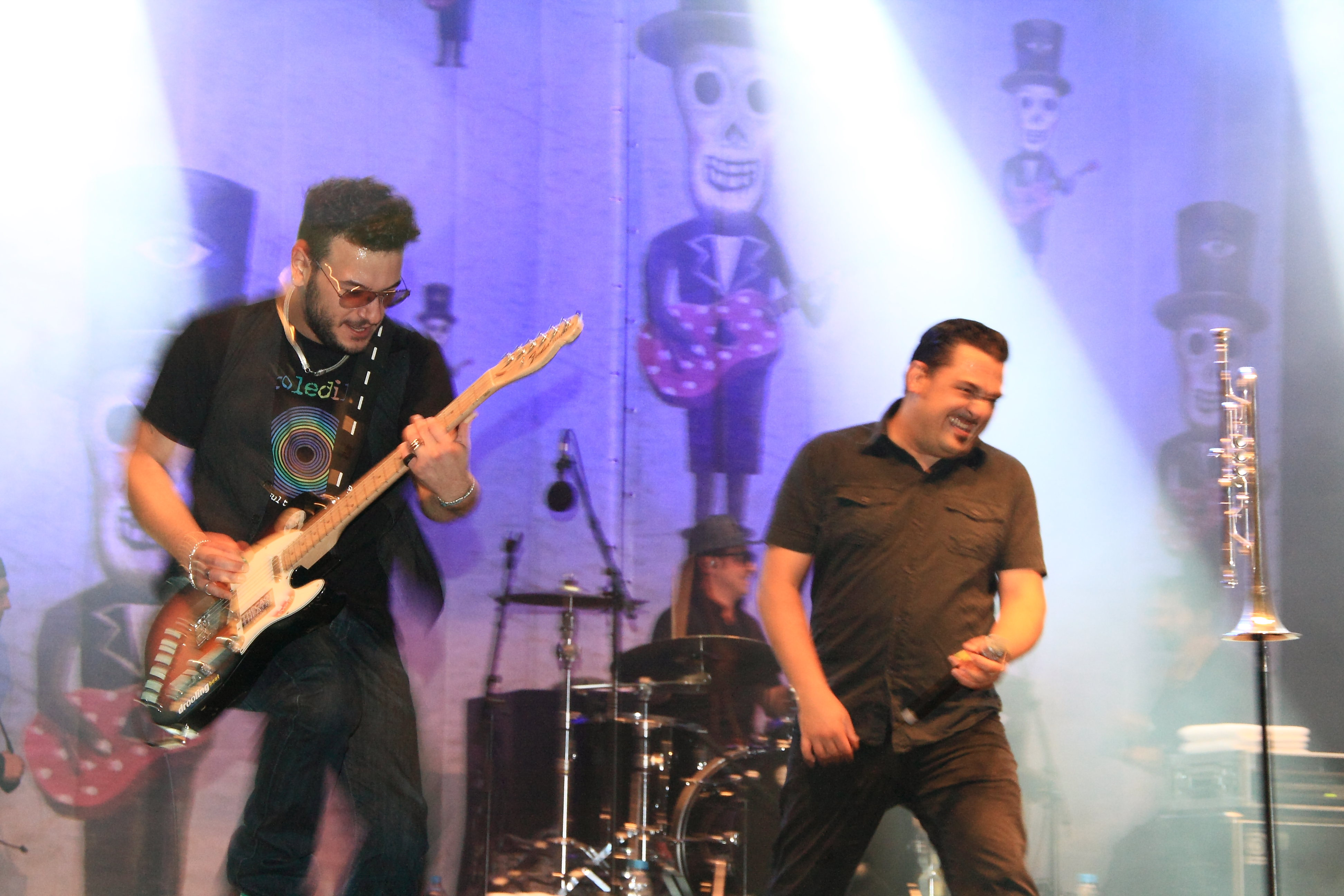
Aretuska auf dem TFF.Rudolstadt 2011

2002 gründete Paci seine eigene Band Aretuska und 2003 das Plattenlabel Etnagigante, auf dem ihr zweites Album Tuttaposto erschien. Das Album beinhaltet eine Mischung aus Calypso, Rocksteady, Swingrhythmen und Arrangements traditioneller sizilianischer Volksmusik. Es folgten weitere Zusammenarbeiten mit Tony Scott, Mike Patton, Gogol Bordello, Shantel und Zap Mama. Gemeinsam mit Frank London und Boban Marković veröffentlichte er mit Trumpet Triumph ein Album, das Klezmermusik mit Balkan Brass und Pacis sizilianischer Tradition verband.
In Deutschland war er 2010 an Bela B.s Titel Sie hat was vermisst beteiligt.
Roy Paci präsentiert sich bei seinen Auftritten häufig im Mafiosoanzug mit viel Pomade im Haar.
2016 hatte er einen Gastauftritt mit der bosnisch-herzegowinischen Band Dubioza Kolektiv und sang für das Album Happy Machine den Cover Song "24,000 Baci" von Adriano Celentano.

## Theater, Fernsehen und Kino
Paci arbeitete an den Theaterstücken Poetry e Andalusia und Scambi Pressoché Telepatici von Ivano Fossati mit, das auch als Hörbuch veröffentlicht wurde. Ab 2005 wurde Aretuska durch verschiedene Fernsehshows einem breiten Publikum in Italien bekannt. Paci komponierte Musik für das italienische Kino und mehrere seiner Stücke wurden für Filmsoundtracks verwendet. So verwendete Leonardo Pieraccioni Pacis Version von Bésame mucho in seinem Film Suddenly Paradise.

## Diskografie (Auswahl)

### Roy Paci & Aretuska
- Baciamo le mani (2002)
- Tuttapposto (2003)
- Parola D´Onore (2005)
- SuoNoGlobal (2007)
- Bestiary Siciliano (2009)
- Latinista (2010)

### Roy Paci mit anderen Bands

#### MitThe Ex
- Een Rondje Holland (2001)
- Catch My Shoe (2010)

#### Mit Manu Chao
- Próxima Estación: Esperanza (2001)
- Radio Bemba Sound System (2002, live)
- Sibérie m’était contéee (2004)
- La Radiolina (2007)

#### Mit Dubioza Kolektiv
- Happy Machine (2016)